# Lentigo maligna
Lentigo maligna je potenciálně nebezpečný typ lentiga. Je to v podstatě časná forma melanomu, při kterém se nádorové buňky pomalu rozšiřují horizontálně v kůži, nádor neroste do hloubky a netvoří metastázy. Po určité době (mnohdy přes 5–10 let) však z této formy vzniká lentigo maligna melanom, což je již agresivní forma melanomu schopná metastazovat.
Normálně se vyskytuje u starších osob (vrchol výskytu v 9. dekádě), na oblastech kůže s vysokou úrovní slunečního záření, jako je obličej a předloktí. Incidence evoluce do lentigo maligna melanomu je nízká, asi 2,2 % až 5 % u starších pacientů.
Označuje se také jako „Hutchinsonova melanotická piha“ podle Jonathana Hutchinsona. Slovo lentiginous pochází z latinského označení pro pihu.